# Сасаки, Масанао
Масанао Сасаки (яп. 佐々木 雅尚 Сасаки Масанао, род. 19 июня 1962, Тиба) — японский футболист.

## Карьера
На протяжении своей футбольной карьеры выступал за клубы «Хонда», «Олл Ниппон Эйрвейс», «ДЖЕФ Юнайтед Итихара», «Касива Рейсол».

## Национальная сборная
С 1988 по 1991 год сыграл за национальную сборную Японии 20 матчей.

## Статистика за сборную
| Сборная Японии | Сборная Японии | Сборная Японии |
| Год            | Матчи          | Голы           |
| -------------- | -------------- | -------------- |
| 1988           | 2              | 0              |
| 1989           | 11             | 0              |
| 1990           | 6              | 0              |
| 1991           | 1              | 0              |
| Итого          | 20             | 0              |